# Monte Takao

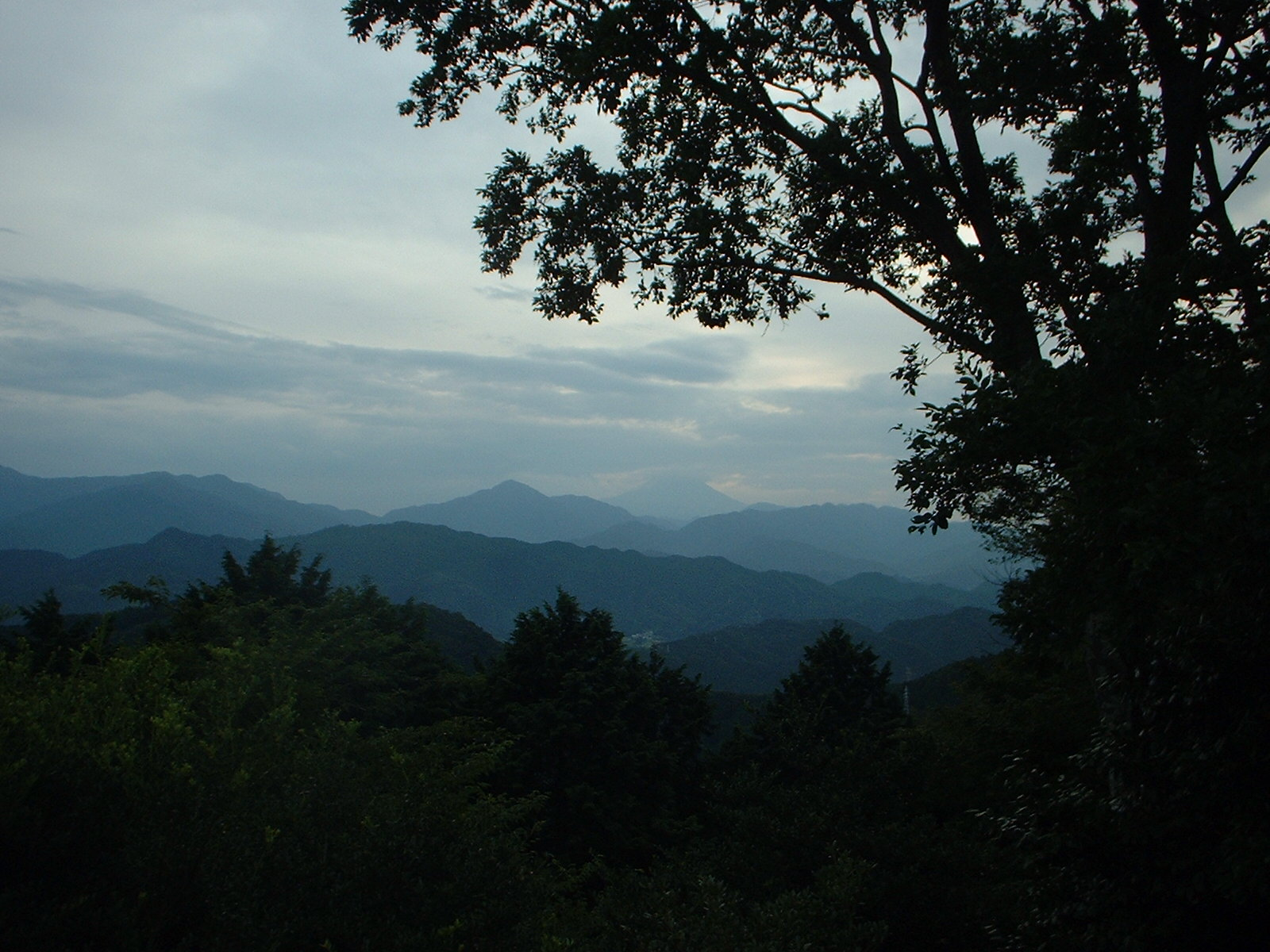
Vista desde el monte Takao. Se aprecia el monte Fuji coronado de nubes.

El monte Takao está ubicado en la ciudad de Hachiōji, en Tokio, Japón. Tiene una altura de 599 m s. n. m. y es un lugar popular para la práctica del senderismo entre los habitantes de Tokio. Tiene 8 sendas y es frecuentado por más de 2 millones de visitantes al año. Existen en él un parque botánico, un templo budista, un funicular operado por la empresa Takao Mountain Railroad y un telesilla.
Para llegar al monte hay una línea de ferrocarril y una autovía en construcción llamada Ken-Ō Expressway, que atravesará el monte con dos túneles, lo que podría llegar a afectar el ecosistema del monte.